# 모니토도마뱀붙이
모니토도마뱀붙이(Monito gecko)는 푸에르토리코의 모니토섬(en:Monito Island)의 도마뱀붙이류 고유종이다.
모니토도마뱀붙이는 모니토섬 북서쪽의 바다동굴 너머 선반 모양 지층(shelf)과, 캐슬 락(Castle Rock) 부근의 면적이 500m x 300m = 0.15km2 에 불과한 북동쪽 가장자리 이외에는 서식하지 않는다. 이 종은 1974년 5월에 모니토섬에서 성체 한 마리와 알이 수집되면서 발견되었다.
이 종이 이렇게 드문 건 모니토섬에 쥐가 도입되었으며, 2차 세계 대전 이후에 미국 해군이 폭격 연습을 하여 서식지가 파괴되었기 때문인 것으로 보인다. 1982년에 이 종의 개체군의 범위와 규모를 평가하기 위한 조사가 수행되었고 총 18 개체가 관찰되었다. 이러한 이유로 이 종은 1982년 10월 15일에 미국 어류 및 야생동물관리국에 의해 위기종(endangered species)에 올랐다. 모니토도마뱀붙이는 푸에르토리코 자연환경자원부(Puerto Rico Department of Natural Environmental and Resources)에서 1992년, 1999년 두 차례에 걸쳐 애급쥐를 박멸시킨 이후 번창해왔으며, 위기종의 목록에서 제거되었다.
모니토도마뱀붙이가 처음 서술되었을 때는 모니토섬 남동쪽 5km에 위치한 모나섬(:en:Mona, Puerto Rico)의 모나난쟁이도마뱀붙이(:en:Sphaerodactylus monensis), 데세쳬오섬(en:Desecheo)의 데세쳬오난쟁이도마뱀붙이(:en:Sphaerodactylus levinsi)와 근연 관계에 있다고 여겨졌다. 이후의 연구는 모니토도마뱀붙이는 푸에르토리코 둑에 흔히 서식하는 큰비늘땅딸이도마뱀붙이(:en:Sphaerodactylus macrolepis)와 유전적으로 더 가깝다는 것을 보여주었다.
이 녀석들은 원체 희귀해서 알려진 바가 별로 없다. 모니토도마뱀붙이의 체색은 연한 회색에서 갈색을 띄며, 등에는 좀 더 짙은 점박이 무늬가 나있다. 이 종의 최대 체장은 주둥이에서 항문까지 36mm다. 이 녀석들의 식성에 대해서는 알려진 바가 없지만, 다른 도마뱀붙이처럼 충식동물(en:insectivore)이거나/혹은 육식동물일 것으로 보인다. 번식에 대해서도 거의 알려진 바가 없으나 번식기는 5 - 11월로 알려져있고, 암컷이 한두 개의 알을 낳으면 두세 달 뒤에 부화할 것으로 추측된다. 일반적인 도마뱀붙이류와 달리 주행성이다.

## 참고 문서
- 푸에르토리코의 양서류와 파충류의 목록(:en:List of amphibians and reptiles of Puerto Rico)
- 푸에르토리코의 동물상(:en:Fauna of Puerto Rico)
- 푸에르토리코의 토착동물의 목록(:en:List of endemic fauna of Puerto Rico)